# Заслуженный артист Республики Армения
Заслуженный артист Республики Армения (арм. Հայաստանի Հանրապետության վաստակավոր արտիստ)  — почётное звание Армении. Звание присваивает Президент Республики Армения артистам театра, музыки, кино, цирка, режиссёрам, композиторам, дирижёрам, концертмейстерам, художественным руководителям музыкальных, хоровых, танцевальных и других коллективов, другим творческим работникам, музыкантам-исполнителям за высокое мастерство, и содействие развитию искусства.